# Montanoceratops
Montanoceratops là một chi khủng long, được C. M. Sternberg mô tả khoa học năm 1951.